# Makartizam
Makartizam (en. McCarthyism) je izraz koji u najširem smislu označava neopravdano optuživanje nekog pojedinca, organizacije ili društvene grupe za subverziju i/li ekstremizam. U užem smislu se pod time podrazumijeva antikomunistička kampanja koja se u SAD u drugoj polovici 1940-ih i 1950-ih vodila protiv ljevičara, optuživanih da kao stvarni ili prikriveni sljedbenici komunističke ideologije nastoje SAD podvrgnuti pod vlast Sovjetskog Saveza. Ime je dobila po republikanskom senatoru Josephu McCarthyju, koji je početkom 1950-ih stekao veliki ugled i popularnost senzacionalnim, ali nikada dokazanim, optužbama da federalna vlada vrvi od sovjetskih agenata. Pod izrazom "makartizam" se, međutim, podrazumijevaju i događaji koji su otpočeli ranije, odnosno eskalacijom hladnog rata i početkom tzv. Druge crvene panike 1947. godine, a koje su svoj krajnji odraz dobile kroz nove, represivne zakone usmjerene protiv komunističkih i ljevičarskih organizacija, bjesomučnoj propagandnoj kampanji protiv "crvenih subverzivaca", te kroz formalne i neformalne čistke kako u tijelima državne uprave, tako i u privatnim kompanijama. Do jenjavanja kampanje, koja se kasnije nazivala i makartističkim progonima, je došlo u drugoj polovici 1950-ih, kada je u javnosti postepeno počelo prevladavati mišljenje kako se suzbijanje komunističke subverzije izrodilo u nepotrebni lov na vještice i potencijalno opasno potkopavanje ljudskih prava i sloboda. 

## Vanjske poveznice
- Badash, Lawrence. 30. listopada 2007. Science in the McCarthy Period: Training Ground for Scientists as Public Citizens. Oregon State University. Inačica izvorne stranice arhivirana 5. veljače 2008. Pristupljeno 16. siječnja 2008.
- Beyer, Mary, and Michael Beyer. Siječanj 2006. McCarthyism Today. International Journal of Baudrillard Studies. Inačica izvorne stranice arhivirana 1. listopada 2006. Pristupljeno 2. studenoga 2006.CS1 održavanje: više imena: authors list (link)
- Navasky, Victor S. 28. lipnja 2001. Cold War Ghosts. The Nation. Inačica izvorne stranice arhivirana 14. travnja 2009. Pristupljeno 2. studenoga 2006.
- William A. Rusher. Fall 2004. A Closer Look Under The Bed. Claremont Review of Books. Claremont Institute. Inačica izvorne stranice arhivirana 27. siječnja 2012. Pristupljeno 2011-11-27 Provjerite vrijednost datuma u parametru: |date= (pomoć)